# Stacey Solomon
Stacey Chanelle Clare Solomon (Dagenham, 4 ottobre 1989) è una cantante e personaggio televisivo britannica.

## Biografia
Stacey Solomon è salita alla ribalta nel 2009, quando ha partecipato alla sesta edizione di The X Factor, dove si è classificata terza. Con i finalisti del talent, si è imbarcata in tour e ha pubblicato una cover di beneficenza di You Are Not Alone, arrivata in vetta alla Official Singles Chart e alla Irish Singles Chart. L'anno seguente ha vinto la decima edizione del reality I'm a Celebrity...Get Me Out of Here!, battendo in finale Shaun Ryder. Nel dicembre 2011 ha pubblicato come singolo natalizio una cover di Driving Home for Christmas, arrivata in 27ª posizione nella classifica britannica. Il brano, i cui ricavati sono stati devoluti in beneficenza, era stato inizialmente usato in spot promozionali della catena di supermercati Iceland. A maggio 2015 è uscito il suo album di esordio Shy, che ha raggiunto la 45ª posizione della Official Albums Chart.

## Discografia

### Album in studio
- 2015 – Shy

### Singoli

#### Come artista principale
- 2010 – At Last
- 2011 – Driving Home for Christmas
- 2015 – Shy
- 2016 – My Big Mistake

#### Come artista ospite
- 2009 – You Are Not Alone (come parte dei finalisti di The X Factor 2009)